# Denis Zmeu
Denis Zmeu est un footballeur moldave né le 8 mai 1985 à Chișinău.
Il évolue au poste de milieu offensif.

## Palmarès
- Vainqueur de la Coupe Intertoto en 2008 avec le FC Vaslui (titre partagé)
- Finaliste de la Coupe de Roumanie en 2010 avec le FC Vaslui